# Jacob Wardle
Pour les articles homonymes, voir Wardle.

a Compétitions nationales et continentales officielles uniquement.

b Matchs officiels uniquement.
Jacob Wardle dit Jack Wardle, né le 18 novembre 1998 à Halifax (Angleterre), est un joueur international anglais de rugby à XIII évoluant au poste de centre ou d'ailier dans les années 2010 et 2020.
Jacob Wardle découvre le rugby à XIII au sein du club d'Illingworth ARLFC avant d'intégrer les sections jeunes d'Huddersfield Giants. À partir de la saison 2018, il intègre l'équipe première et joue la Super League où petit à petit il prend la place de titulaire au poste de centre. En 2002, il rejoint les Warrington Wolves en prêt en cours de saison puis signe pour les Wigan Warriors à compter de la saison 2023. Avec Wigan, il remporte ses premiers trophées avec le gain de la Super League en 2023, de la Challenge Cup en 2024, ainsi que du World Club Challenge en 2024. A titre personnel, il est désigné dans l'équipe de rêve de la Super League au poste de centre lors des saisons 2023 et 2024.

## Palmarès
- Collectif :
  - Vainqueur du World Club Challenge : 2024 (Wigan).
  - Vainqueur de la Super League : 2023 et 2024 (Wigan).
  - Vainqueur de la Challenge Cup : 2024 (Wigan).

- Individuel :
  - Nommé dans l'équipe type de Super League : 2023 et 2024 (Wigan).
  - Meilleur joueur de la finale de la Super League : 2024 (Wigan).

### Détails en clubs
| Saison | Saison              | Championnat  | Championnat | Championnat | Championnat | Championnat | Championnat | Championnat | Coupe         | Coupe      | Coupe | Coupe | Coupe | Coupe | Coupe |
| Saison | Saison              | Comp.        | Class.      | M           | Pts         | Ess.        | Buts        | Dp.         | Comp.         | Class.     | M     | Pts   | Ess.  | Buts  | Dp.   |
| ------ | ------------------- | ------------ | ----------- | ----------- | ----------- | ----------- | ----------- | ----------- | ------------- | ---------- | ----- | ----- | ----- | ----- | ----- |
| 2018   | Huddersfield Giants | Super League | 6e          | 4           | 12          | 3           | -           | -           | Challenge Cup | 1/4 finale | -     | -     | -     | -     | -     |
| 2019   | Huddersfield Giants | Super League | 10e         | 18          | 26          | 4           | 5           | -           | Challenge Cup | 1/8 finale | -     | -     | -     | -     | -     |
| 2020   | Huddersfield Giants | Super League | 7e          | 16          | 20          | 5           | -           | -           | Challenge Cup | 5e tour    | 1     | -     | -     | -     | -     |
| 2021   | Huddersfield Giants | Super League | 9e          | 18          | 34          | 6           | 5           | -           | Challenge Cup | 1/4 finale | 1     | -     | -     | -     | -     |
| 2022   | Huddersfield Giants | Super League | 1er tour    | 6           | 16          | 4           | -           | -           | Challenge Cup |            | -     | -     | -     | -     | -     |
| 2022   | Warrington Wolves   | Super League | 11e         | 11          | 24          | 6           | -           | -           | Challenge Cup |            | -     | -     | -     | -     | -     |
| 2023   | Wigan Warriors      | Super League | Champion    | 28          | 60          | 15          | -           | -           | Challenge Cup | 1/2 finale | 3     | 4     | 1     | -     | -     |
| 2024   | Wigan Warriors      | Super League |             |             |             |             |             |             | Challenge Cup | Vainqueur  |       |       |       |       |       |